# رود نیزوا
رود نیزوا (انگلیسی: Nizva) یک رودخانه در سرزمین پرم کشور روسیه است.